# Damernas förföljelse i bancykling vid olympiska sommarspelen 2008
Damernas individuella förföljelse i bancykling vid olympiska sommarspelen 2008 ägde rum den 17 augusti i Laoshan Velodrome. Segrare blev Bradley Wiggins från Storbritannien, som med sin segertid även satte nytt olympiskt cykelrekord.
Den första omgången i denna bancykelgren är ett head-to-head-lopp på 3000 meter, men tiderna används som tempotider istället för elimineringstider. De åtta bästa tiderna från den första rundan kvalificerade cyklisterna till semifinalerna, det vill säga båda cyklisterna från samma lopp kunde gå vidare. Därefter gick segraren i varje face-to-face-semifinal till finalomgångarna, medan platserna 5-8 baserades på tiderna från semifinalerna. De fyra finalisterna fick tävla om guld och silver alternativ brons beroende på tid.

## Medaljörer
| Event                | Guld                          | Silver                           | Brons                    |
| Damernas förföljelse | Rebecca Romero Storbritannien | Wendy Houvenaghel Storbritannien | Lesja Kalitovska Ukraina |

## Resultat

### Grundomgången
Q = Kvalificerad
OR = Olympiskt rekord
| Heat | Namn                       | Tid        | Placering |
| ---- | -------------------------- | ---------- | --------- |
| 1    | Evelyn Garcia (ESA)        | 3:56.849   | 13        |
| 2    | Lada Kozlíková (CZE)       | 3:39.561 Q | 8         |
| 2    | Svetlana Pauliukaite (LTU) | 3:45.691   | 12        |
| 3    | Karin Thürig (SUI)         | 3:40.862   | 9         |
| 3    | Verena Jooss (GER)         | 3:44.480   | 11        |
| 4    | María Luisa Calle (COL)    | 3:41.175   | 10        |
| 4    | Vilija Sereikaite (LTU)    | 3:36.063 Q | 6         |
| 5    | Lesya Kalitovska (UKR)     | 3:31.942 Q | 3         |
| 5    | Alison Shanks (NZL)        | 3:34.312 Q | 4         |
| 6    | Sarah Hammer (USA)         | 3:35.471 Q | 5         |
| 6    | Wendy Houvenaghel (GBR)    | 3:28.443 Q | 1         |
| 7    | Rebecca Romero (GBR)       | 3:28.641 Q | 2         |
| 7    | Katie Mactier (AUS)        | 3:38.178 Q | 7         |

### Semifinaler
| Nam                 | Tid      | Placering |
| ------------------- | -------- | --------- |
| Alison Shanks (NZL) | 3:32.478 | 4         |
| Sarah Hammer (USA)  | 3:34.237 | 5         |

| Nam                     | Tid      | Placering |
| ----------------------- | -------- | --------- |
| Lesya Kalitovska (UKR)  | 3:31.785 | 3         |
| Vilija Sereikaite (LTU) | 3:36.808 | 6         |

| Nam                  | Tid          | Placering |
| -------------------- | ------------ | --------- |
| Rebecca Romero (GBR) | 3:27.703     | 1         |
| Katie Mactier (AUS)  | 3:37.296 OVL | 7         |

| Nam                     | Tid      | Placering |
| ----------------------- | -------- | --------- |
| Wendy Houvenaghel (GBR) | 3:27.829 | 2         |
| Lada Kozlíková (CZE)    | DNF      | 8         |

### Medaljomgångar
| Nam                     | Tid      | Placering |
| ----------------------- | -------- | --------- |
| Rebecca Romero (GBR)    | 3:28.321 | 1         |
| Wendy Houvenaghel (GBR) | 3:30.395 | 1         |

| Nam                    | Tid      | Placering |
| ---------------------- | -------- | --------- |
| Lesya Kalitovska (UKR) | 3:31.413 | 1         |
| Alison Shanks (NZL)    | 3:34.156 | 4         |